# クネネ州 (アンゴラ)
クネネ州（クネネしゅう、ポルトガル語: Província do Cunene）は、アンゴラ南部の州。面積は77,000平方キロメートル、人口は90,087人（2014年）。州都はオンジヴァ。西をナミベ州、北をウイラ州、東をクアンド・クバンゴ州、南をナミビアの同名のクネネ州と接する。1946年発足。
クネネ州の名は、ナミビアとの国境を流れるクネネ川に由来する。住民の多くはオバンボ人である。

## ムニシピオ
- Cahama
- Curoca
- Cuvelai
- Cuanhama
- Namacunde
- オンジヴァ